# Commanderie de Sallebruneau
La commanderie de Sallebruneau se situe dans le département de la Gironde à une quarantaine de kilomètres au sud-est de Bordeaux, dans la région de l'Entre-deux-Mers, sur la commune de Frontenac.

## Description
La chapelle Saint-Jean et des fortifications sont du XIIIe siècle, remaniées au XIVe siècle. L'ensemble est placé sur une motte féodale. L'édifice est inscrit en totalité au titre des monuments historiques par arrêté du 22 décembre 1987. L'été, des spectacles ont lieu sur ce site, et des travaux de restauration devraient permettre un plus large accueil. Ainsi y a-t-il des chantiers de sauvegarde et de restauration, des stages de bénévoles (taille de pierre, jointoiement, relevés), et des visites guidées du site.

## Historique
La commanderie fut fondée en 1214 par les Templiers, il n'existait à cette époque qu'une église[réf. nécessaire]. En 1280, le commandeur est le chevalier Jean de Greilly, seigneur de Benauges et de Castillon, qui s'engage cette année-là à faire don à sa mort de la commanderie aux Hospitaliers de l'ordre de Saint-Jean de Jérusalem. Cependant, sans attendre cette échéance, le don est effectif et validé dans une Charte de 1297, Jean de Greilly cède de son plein gré la juridiction de Sallebruneau à son ami Guillaume de Villaret, devenu alors grand maître de l'Ordre. Puis en 1477, la circonscription de Sallebruneau fut rattachée à celle de Bordeaux, afin de la protéger des tentatives de récupérations par la force, par les seigneurs de Rauzan, alors hostiles aux chevaliers de Saint-Jean. Cette rivalité s'étendra sur plusieurs décennies. Puis les terres de Sallebruneau furent dévastées lors des Guerres de Religion, et le château mis en ruines.

### Commandeurs de Sallebruneau
| Nom du commandeur                                                | Dates                                            |
| ---------------------------------------------------------------- | ------------------------------------------------ |
| Chevalier Jean de Grailly, seigneur de Benauges et de Castillon. | vers 1280                                        |
| Pierre-Raymond de Savignac                                       | 1303 - 1315                                      |
| Wilhem-Pierre d'Orsière                                          | 1325 - 1326                                      |
| Bertrand de Gallargues                                           | 1349 - 1356                                      |
| Bernard d'Orsas                                                  | 1359 - 1360                                      |
| Arnaud de Ranulphe                                               | 1370 - 1392                                      |
| Gaillard de Montet                                               | 1397 - 1416                                      |
| Hélie du Luc                                                     | ? - 1451                                         |
| Jean Taren                                                       | 1470 - 1477                                      |
| Antoine de Murat                                                 | 1477 - 1480                                      |
| Bernard de Gros                                                  | 1480 - 1495                                      |
| Jean de Valon                                                    | 1495 (rattachement à la commanderie de Bordeaux) |

## Possessions
La commanderie comportait une église, un château, et un jardin de plantes médicinales.
Elle s'accrut progressivement par différents dons des seigneurs du voisinage : la terre de Buxs en 1280, le moulin de Frontenac et le territoire de la Motte-Lucran en 1283. Dépendaient également de Sallebruneau la seigneurie spirituelle de Buch et de Mauriac, ainsi que des fiefs situés à Aubèze, Frontenac et Saint-Léger.

### L'église
Une nef unique de forme rectangulaire séparée du chœur par une arche tombant sur des colonnettes. Il ne reste de celles-ci que les extrémités (bases et chapiteaux). Le chevet est plat et comporte trois fenêtres de plein cintre qui apportaient la lumière dans le chœur. Il est appuyé sur trois contreforts, celui du milieu étant dans l'axe et recevant donc la fenêtre centrale. Le clocher pignon comporte deux baies de grande largeur. Cette église a été utilisée au XIXe siècle comme église paroissiale.

### Le château
Il est appuyé à la chapelle et possède à peu près les mêmes dimensions que celle-ci. Sa principale caractéristique réside dans la tour carrée située au nord-ouest. Elle comportait deux étages avec des archères cruciformes comprises dans le système de défense de la commanderie. Au rez-de-chaussée, on aperçoit une petite pièce voûtée qui servait vraisemblablement de geôle.

### Le jardin de plantes médicinales
Le jardin a été reconstitué à l'arrière de l'édifice.

## Galerie

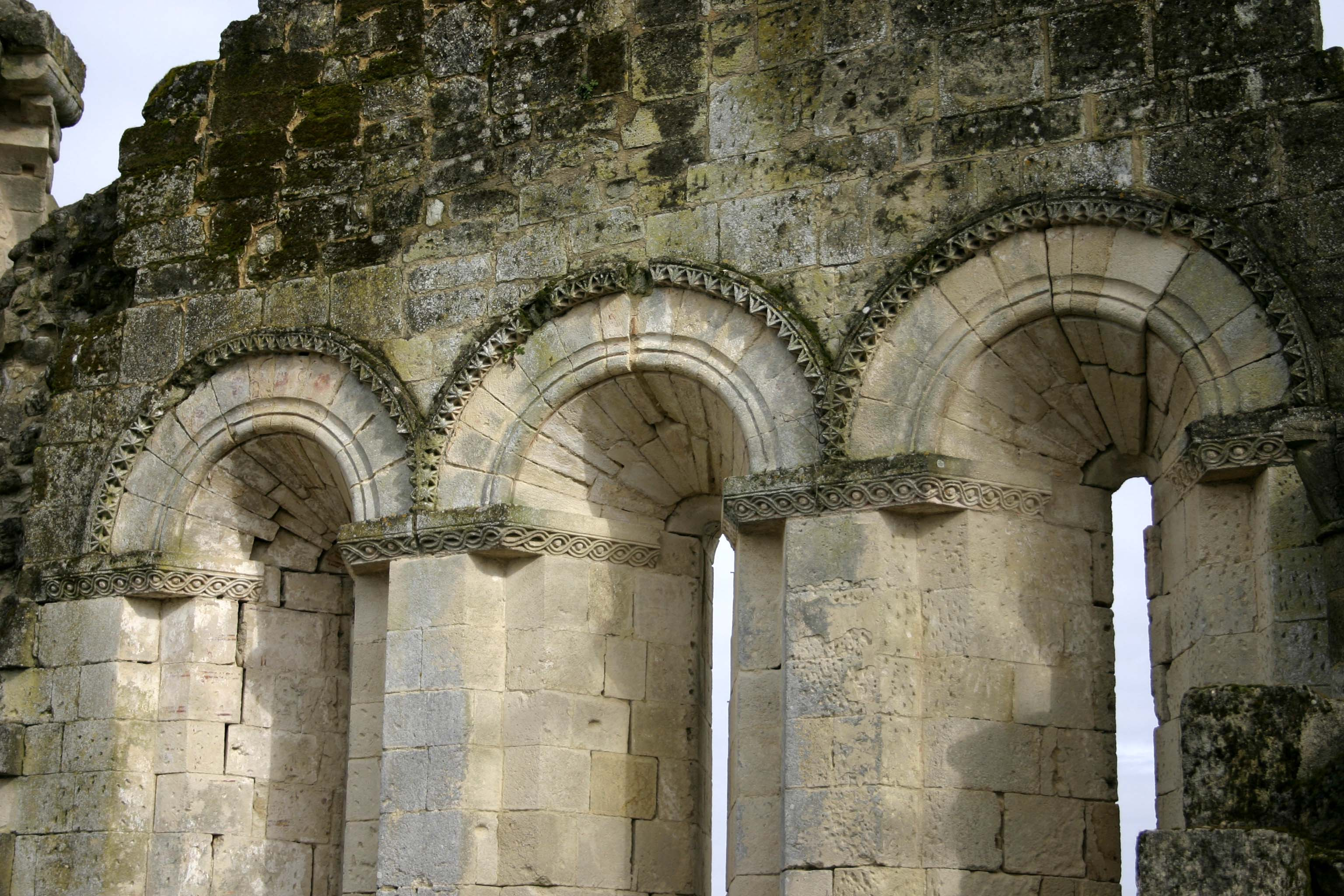
Chevet de l'église
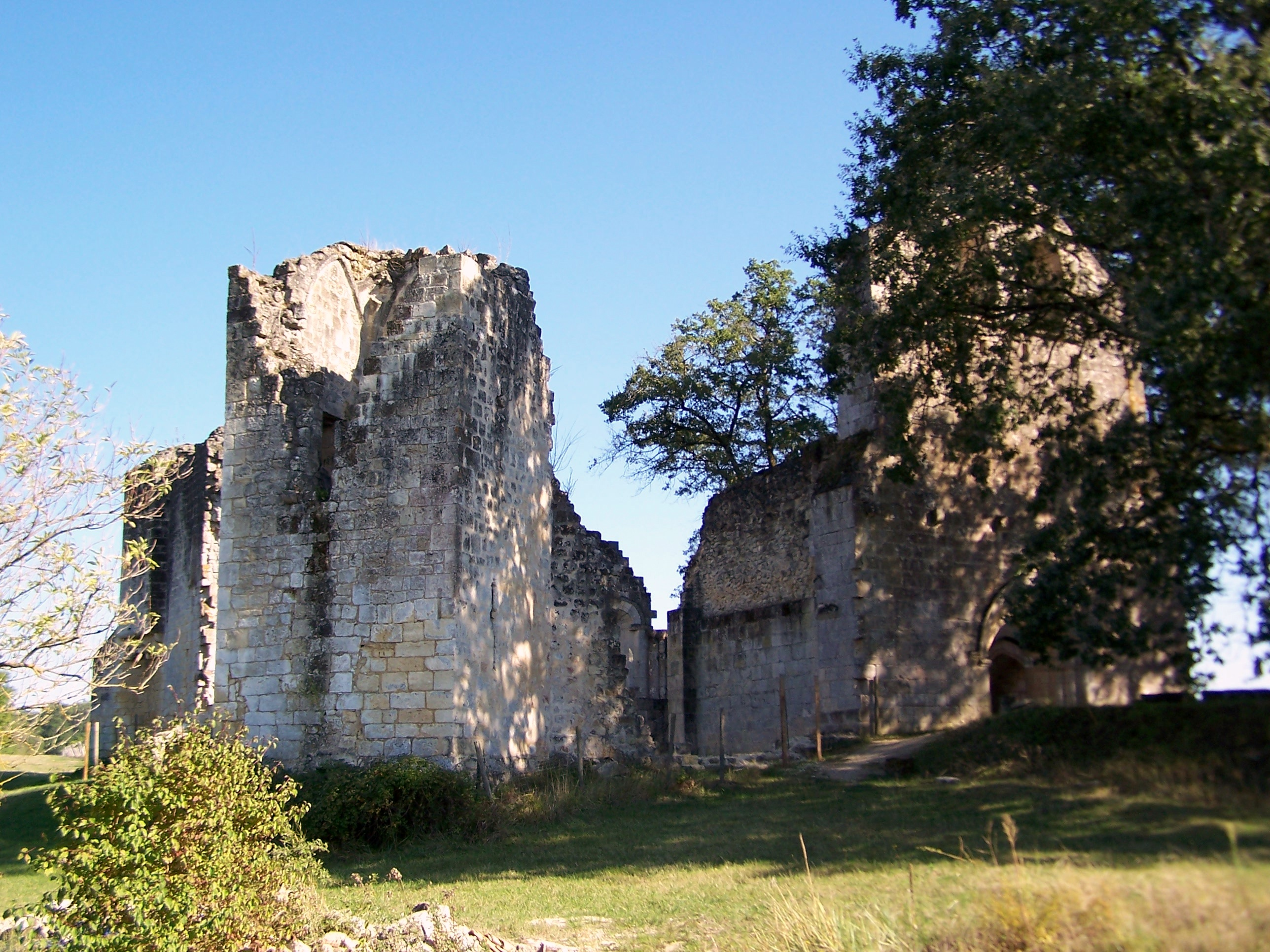
Façades ouest et nord
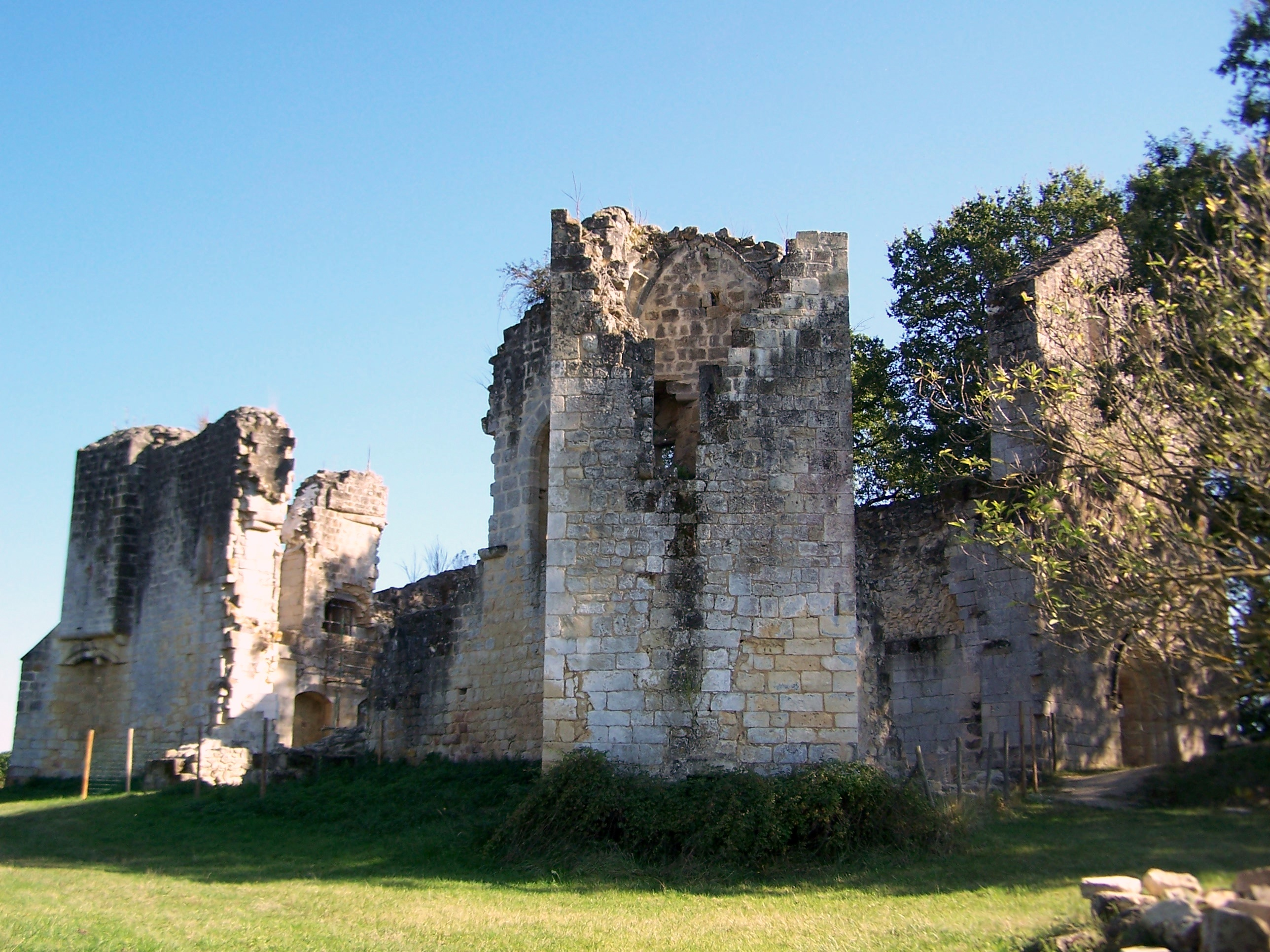
Façade nord
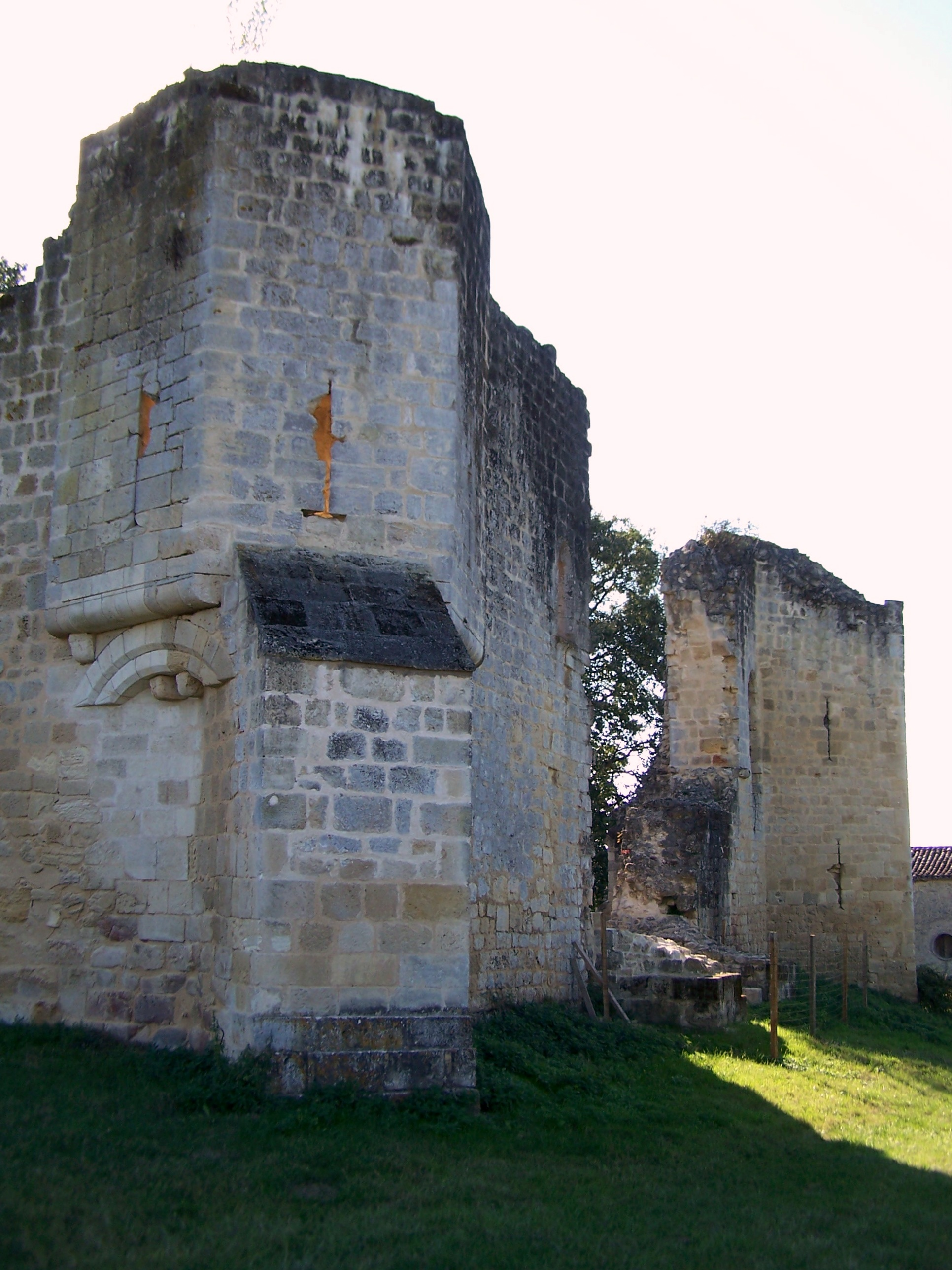
Façade nord
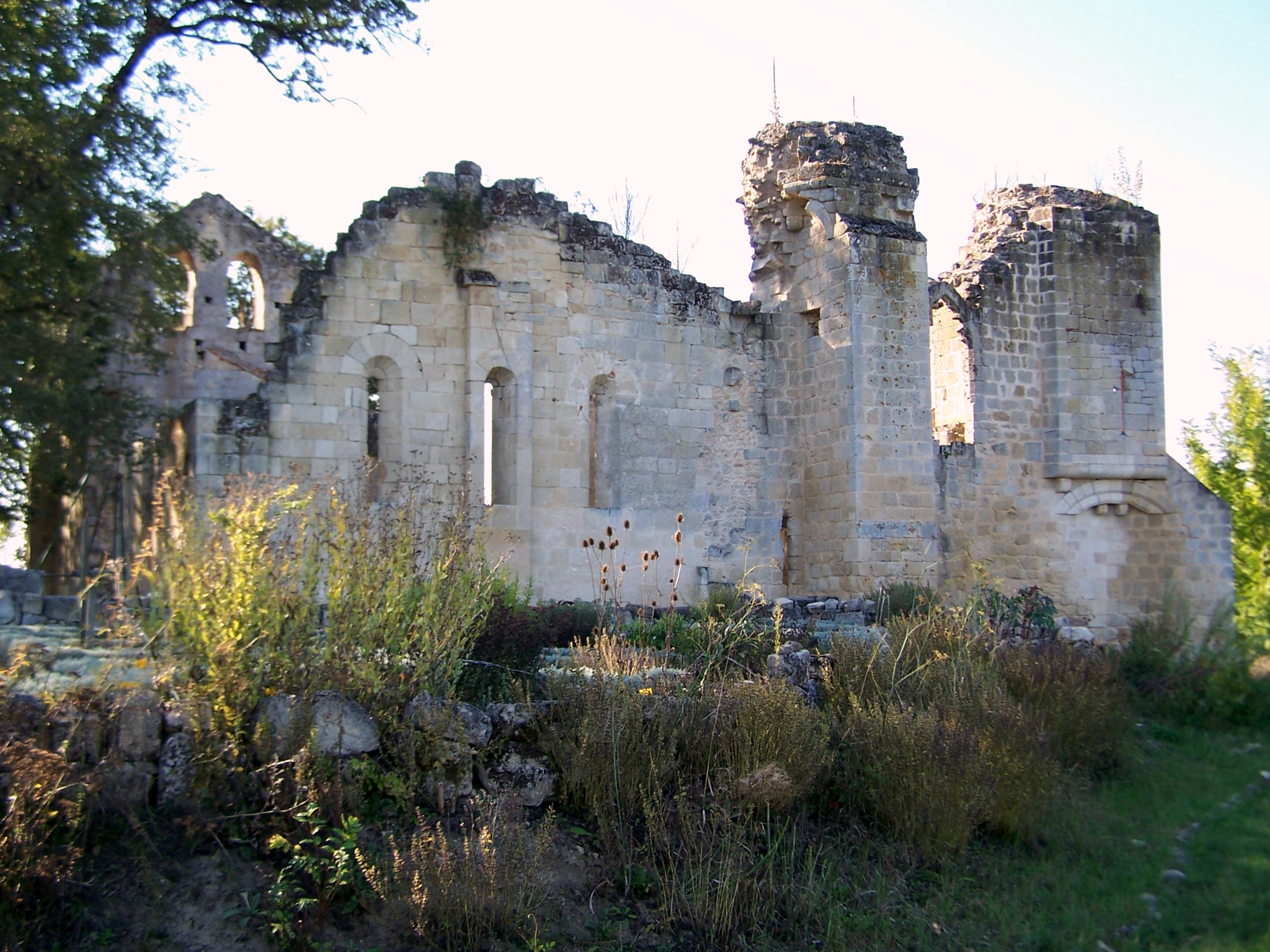
Façade est
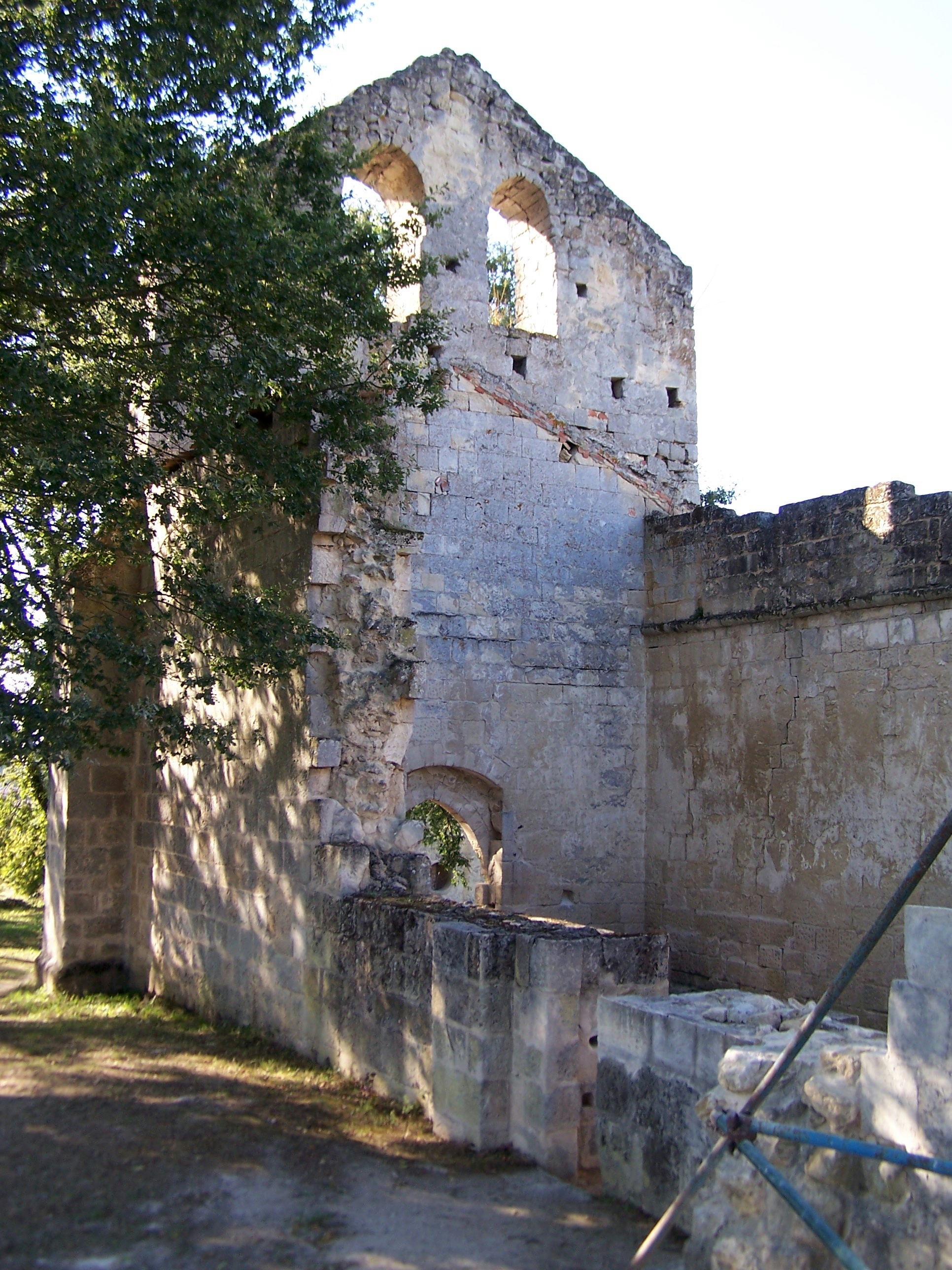
Façade sud
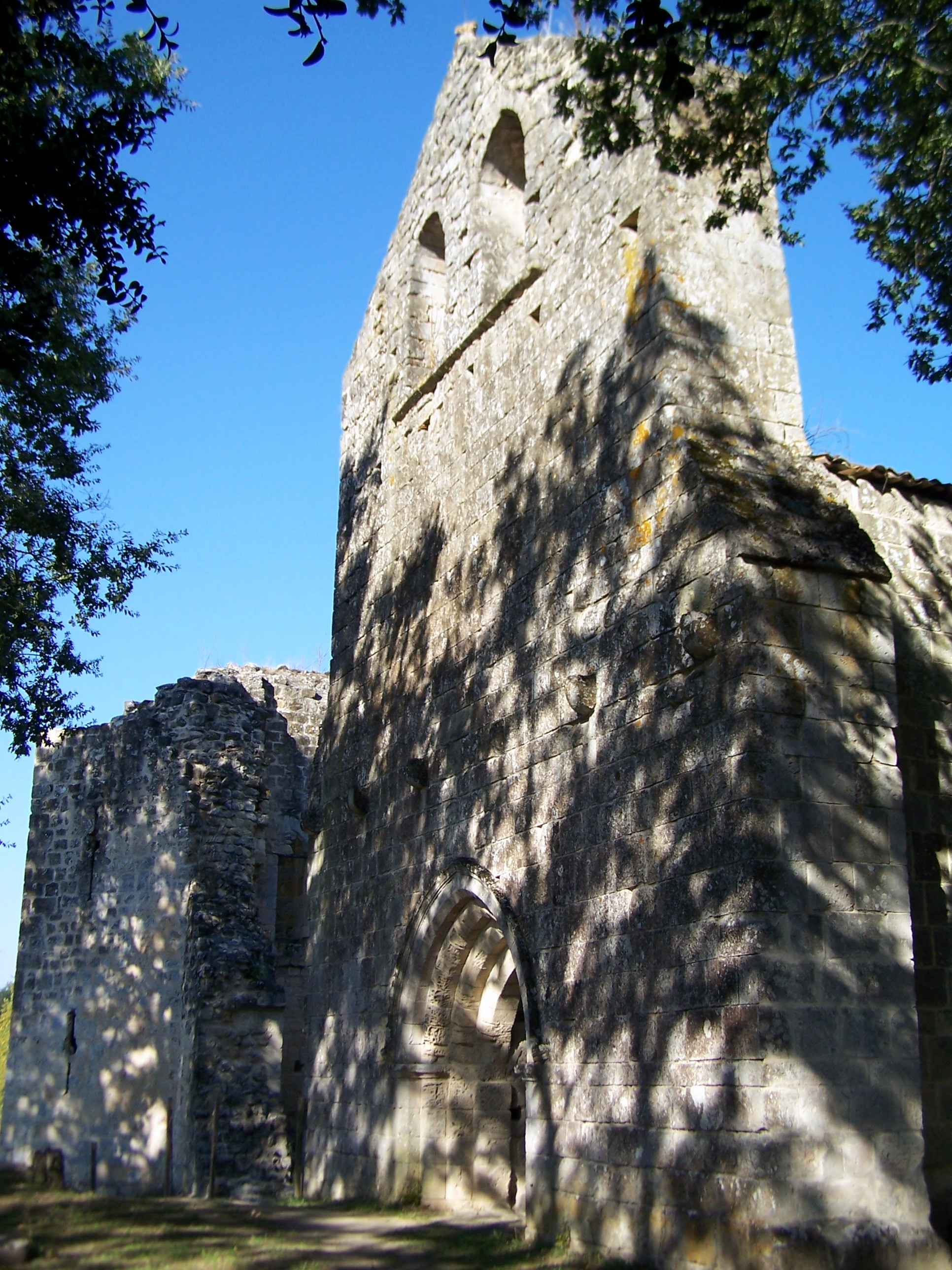
Façade ouest
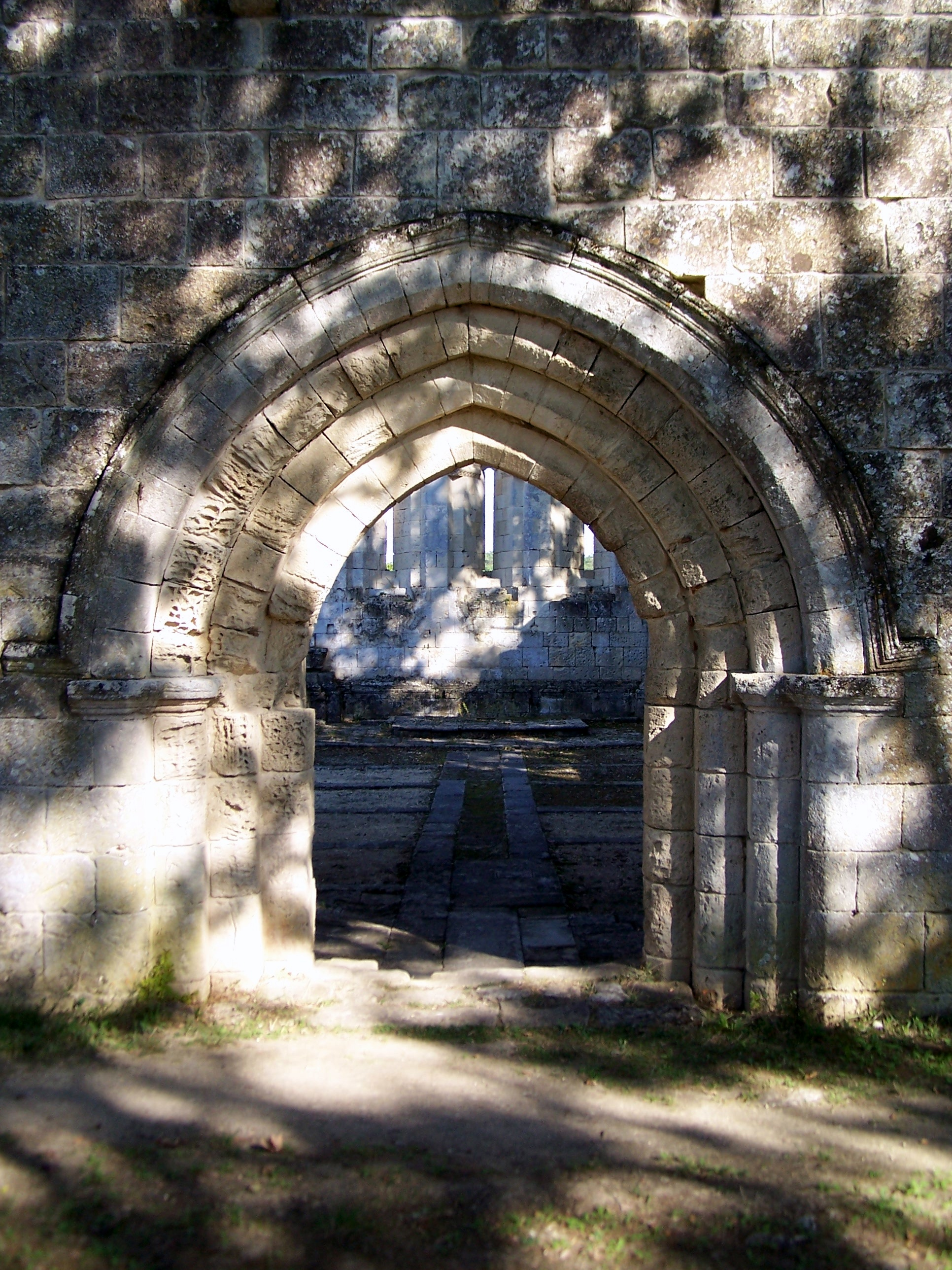
Le portail à l'ouest
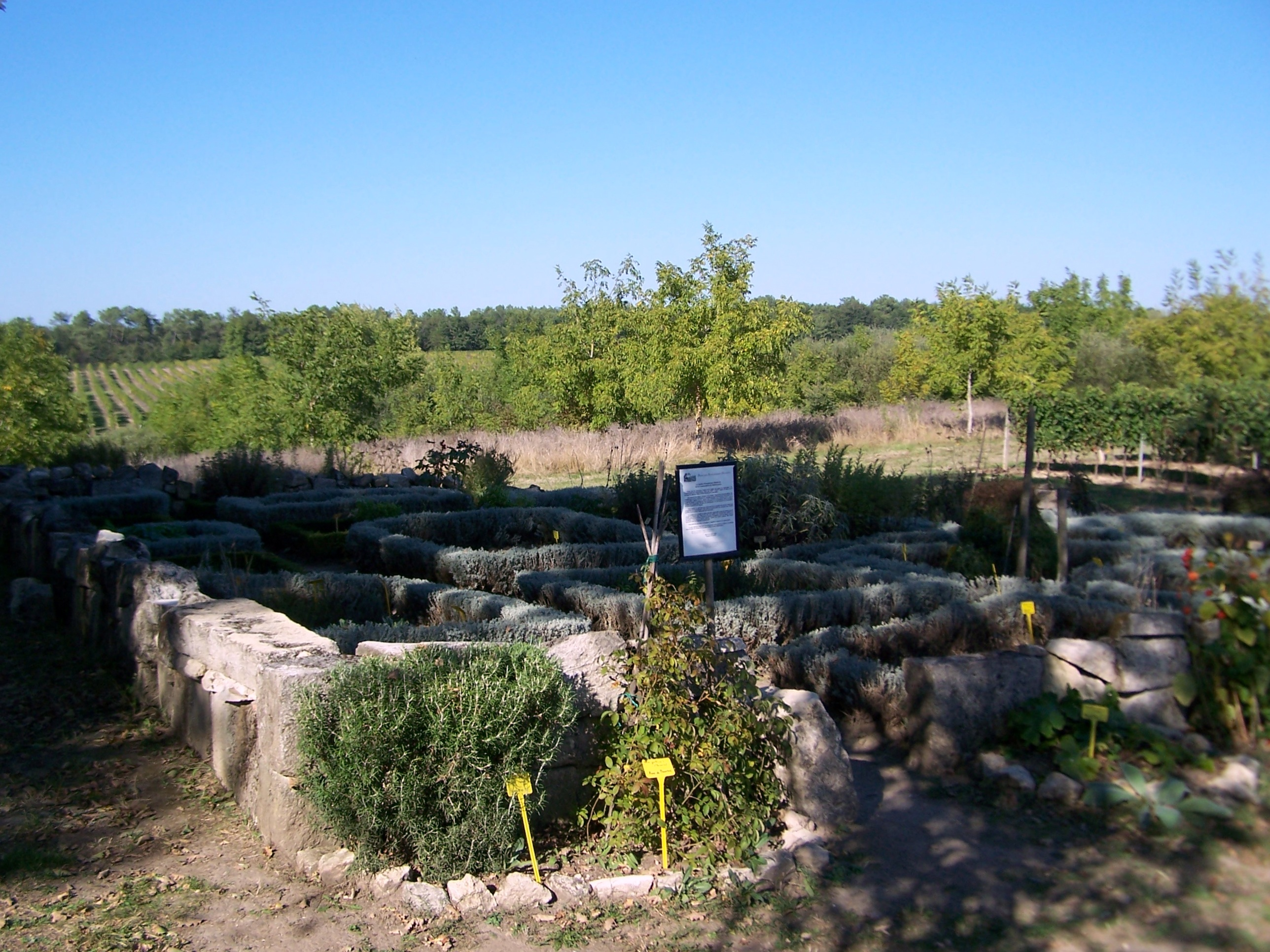
Le jardin de plantes médicinales

### Sources
- Antoine du Bourg, Ordre de Malte : Histoire du grand prieuré de Toulouse et des diverses possessions de l'ordre de Saint-Jean de Jérusalem dans le sud-ouest de la France..., Toulouse, L. Sistac et J. Boubée, 1883, lire en ligne sur Gallica
- Leo Drouyn, « Variétés girondines ou essai historique et archéologique sur la partie de l'ancien diocèse de Bazas renfermée entre la Garonne et la Dordogne », Actes de l'Académie nationale des sciences, belles-lettres et arts de Bordeaux,‎ 1882-83, p. 351, lire en ligne sur Gallica